# ケニー・ミラー
ケネス "ケニー"・ミラー（Kenneth "Kenny" Miller, 1979年12月23日 - ）は、スコットランド・エディンバラ出身の元サッカー選手、元スコットランド代表。現役時代のポジションはフォワード。
第二次世界大戦後において、セルティックFCとレンジャーズFCの両方に所属した5人の選手の1人。センターフォワードのみならず、セカンドトップやウイング的なプレーでアシストを量産する選手として知られる。ミラーは、ハイバーニアンFCでプロ生活を開始した後、レンジャーズFCを経てフットボールリーグ・チャンピオンシップ (イングランド1部) のウルヴァーハンプトン・ワンダラーズFCと契約し、エースとして2003年のプレーオフ優勝に貢献する。ウルヴァーハンプトンでの5シーズン後、スコットランドに戻ると、オールドファームの残り1つセルティックFCと契約し、1シーズンの在籍でスコティッシュ・プレミアシップとスコティッシュカップのタイトルを獲得。ダービー・カウンティFCでの1シーズン後、再びスコットランドに戻るとレンジャーズに復帰し、2シーズン半の在籍でリーグ戦、カップ戦、スコティッシュリーグカップのタイトルに加え、個人としてはリーグ得点王に輝いた。レンジャーズで大きな成功を収めた後、2011年1月にスュペル・リグ (トルコ1部) のブルサスポルと契約し、初めてイギリス国外へと渡ることになったが、短期間に終わり、カーディフ・シティFCと契約。カーディフでの1シーズン後、メジャーリーグサッカー (アメリカ1部) のバンクーバー・ホワイトキャップスに所属することになり、2014年6月にレンジャーズに復帰するまでプレーした。
スコットランド代表としては、2001年に初出場を飾って以来、2013年に代表引退をするまで定期的に出場し、69試合18得点を記録した。

## 経歴

### クラブ

#### ハイバーニアン
エディンバラのマッセルバーグで育ち、1996年に16歳で地元のハイバーニアンFCの下部組織に入団し、1997年11月29日のマザーウェルFC戦でプロ初出場を飾った。1998年11月下旬から4部のステンハウスミュアーFCにて期限付き移籍で過ごすことになったが、ここでの4ヶ月間でレギュラーとして公式戦13試合10得点、内5試合で2得点づつ挙げる活躍を見せると、翌1999-2000シーズンはアレックス・マクリーシュ監督の下でチーム最多得点者として、スコティッシュ・プレミアシップ (1部) の舞台でセルティックFCとレンジャーズFC相手に得点を挙げ、また、得点力のみならず、オフ・ザ・ボールでも働きを見せ、スコットランドPFA年間最優秀若手選手賞を受賞した。

#### レンジャーズ (1度目)
2000年6月26日に移籍金200万ポンドでレンジャーズFCと5年契約を締結する。7月26日にUEFAチャンピオンズリーグ 2000-01予選のFBKカウナスで初出場を飾った。8月5日に敵地でのキルマーノックFCとのリーグ戦で初得点を挙げると、その3ヶ月後の11月4日にセント・ミレンFC戦 (7-1) でリーグ最多記録となる5得点、更にASモナコとアバディーンFC相手にも得点し、14試合10得点と高い得点率を有した。しかし、その後は調子を落とし、2011年1月下旬のブレチン・シティFCとのスコティッシュカップでの1得点を加えた38試合11得点で2000-01シーズンを終了した。

#### ウルヴァーハンプトン
2001-02シーズンに向け、ディック・アドフォカート監督がトーレ・アンドレ・フロー、ロナルド・デ・ブール、ビリー・ドッズ、マイケル・モルス、アラン・ジョンストンの既存の選手に加え、ショタ・アルベラーゼ、クラウディオ・カニーヒアとフォワードの選手を次々と獲得したことで余剰戦力となり、2001年9月6日にディヴィジョン1 (イングランド2部) のウルヴァーハンプトン・ワンダラーズFCへ3ヶ月貸し出される。期限付き移籍中には、18日のジリンガムFC戦、次のウォルソールFC戦で得点を挙げる中、出場5試合目のノッティンガム・フォレストFC戦で鎖骨を骨折し、僅かな出場に終わったが、クラブの高評価から、2001年12月13日に移籍金300万ポンドの4年半契約で完全移籍を果たした。
2002-03シーズンはレギュラーとしてプレーしながらも、19試合の先発で6得点だったが、最後の半年間においてクラブタイ記録の公式戦7試合連続得点を含め24試合18得点を記録し、19年ぶりのプレミアリーグ (イングランド1部) 昇格に貢献した。翌2003-04シーズンは、ヘルニアの問題から、2003年9月27日のボルトン・ワンダラーズFC戦までスタートを切れず、初得点には10月28日のフットボールリーグカップのバーンリーFC戦 (2-0) まで時間が掛かった。暫くは無得点が続いたが、2004年1月13日にFAカップのキダーミンスター・ハリアーズFC戦で2得点を挙げると、次のマンチェスター・ユナイテッドFCとのリーグ戦 (1-0) では決勝点を挙げ、更に次のリヴァプールFCとのリーグ戦 (1-1) で同点ゴールと強豪相手の勝ち点獲得に貢献したが、その後は、多くの試合で先発を任されながらも再び無得点が続き、チームは最下位に終わって1シーズンで降格した。
翌2004-05シーズンも引き続きチームに残留したが、出場機会の物足りなさを理由に2004年夏に移籍要望書を提出した。最終的に移籍することはなく、デイヴ・ジョーンズ監督との緊張関係にありながらも、最初の10試合で7得点と活躍を示すと、後任のグレン・ホドル監督の下では地位を確立しており、カール・コートと強力なコンビを組み、20得点でシーズンを終了しており、この活躍に2005-06シーズン開幕前にプレミアリーグ昇格組のサンダーランドAFCから移籍金100万ポンド、120万ポンドと2度のオファーが届いた。サンダーランドのオファーをクラブ側が拒否したことで、2005-06シーズンもウルヴァーハンプトンで迎えたミラーは、2005年10月のハムストリングの問題による1ヶ月以上の離脱やウイングバック等の本職以外での起用が多かったにもかかわらず、チーム最多の12得点を挙げた。ウルヴァーハンプトンでの5シーズンで公式戦189試合63得点を記録した。

#### セルティック
ウルヴァーハンプトンから契約延長のオファーがあったものの、それを拒否して2006年1月にセルティックFCとプレ契約で合意し、2005-06シーズン終了に伴ってウルヴァーハンプトンと契約満了となり、2006年7月3日に自由契約でセルティックと4年契約を締結する。なお、レンジャーズとセルティックのライバル関係にある両チームで第二次世界大戦後にプレーした選手としては、アルフィー・コン・ジュニア、モー・ジョンストンに次ぐ3人目となった。
背番号9番を受け取ってスタートを切ったミラーは、シーズン前に行われたDCユナイテッドとの親善試合で退場、最初の9試合で無得点とセルティックでの生活は難しいものとなっていた。その後、2006年9月にセルティック・パークでのオールドファームで古巣レンジャーズ相手に初得点を挙げ、UEFAチャンピオンズリーグ 2006-07では、FCコペンハーゲン戦 (1-0) のペナルティーキックによる決勝点、SLベンフィカ戦 (3-0) の2得点の3得点を挙げて決勝トーナメント進出に貢献し、レンジャーズとセルティックの両チーム所属した選手において、UEFAチャンピオンズリーグで得点を挙げた最初となった。だが、リーグ戦31試合4得点と期待はずれに終わった。翌2007-08シーズンは、ゴードン・ストラカン監督の構想外となった為に出場機会を求めて移籍を検討したが、最終的に翻意し、定位置争いを決意すると、2006-07シーズン初出場となった2007年8月11日のフォルカークFC戦で初得点を挙げ、次のアバディーン戦で2得点を挙げて2試合3得点とした。

#### ダービー・カウンティ
セルティック残留を決意し、2007-08シーズンのスタートを切ったものの、2007年8月31日に移籍金225万ポンドでプレミアリーグ昇格組のダービー・カウンティFCと3年契約を締結した。ダービーでは、出場の多くで先発を務めており、リーグ初出場を飾った9月17日のニューカッスル・ユナイテッドFC戦 (1-0) において、クラブのシーズン最優秀得点賞に選出される初得点にして決勝点を挙げ、29日のボルトン・ワンダラーズ戦でも得点し、本拠地で行われた最初の2試合で2得点を挙げ、勝ち点獲得に貢献した。しかし、以降は得点数を2つ伸ばすにとどまり、30試合4得点でシーズンを終了し、チームのプレミアリーグ創設以来最少総得点という不名誉な記録に関与した。

#### レンジャーズ (2度目)

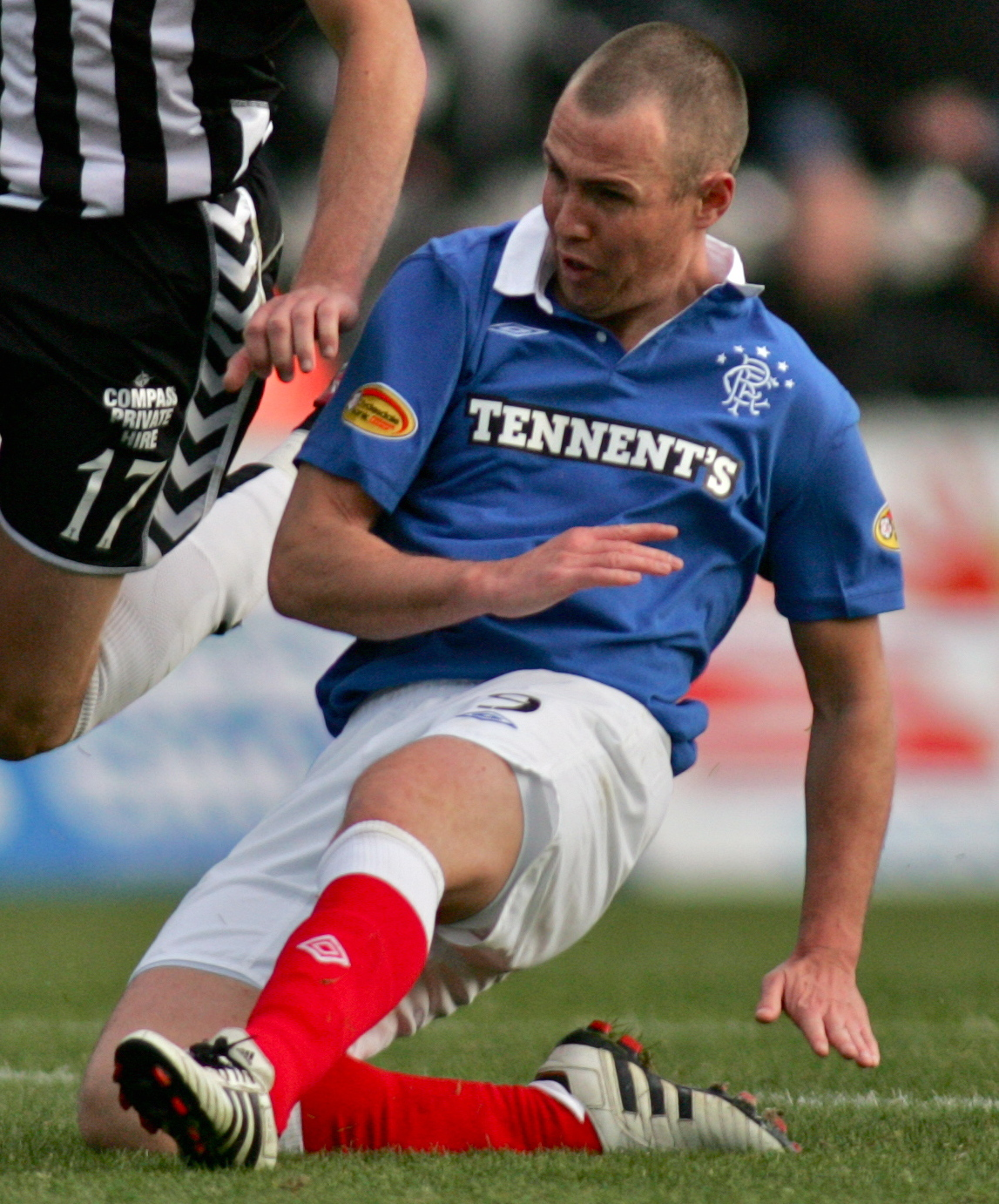
セント・ミレンFC戦でスライディングタックルを仕掛けるミラー (2010)

ダービー・カウンティが降格濃厚なため、2007-08シーズン中に古巣レンジャーズへの復帰を希望していた。それに対してポール・ジュエル監督から一定の理解を示されながらも、適正な移籍金以外は撥ね退けるとしており、当初150万ポンドと見られていた費用は、2008年6月13日に移籍金200万ポンドで決着が付き、3年契約でレンジャーズに復帰を果たした。オールドファーム間を2度往来した選手としては、1890年代のトム・ダンバー (Tom Dunbar)以来となった。2008年7月30日にUEFAチャンピオンズリーグ 2008-09予選のカウナス戦において、レンジャーズでの2度目の初出場を飾り、2008-09シーズン最初のオールドファームとなった8月31日に初得点及び2得点目を挙げると、それから1ヶ月後の古巣ハイバーニアン戦においても2得点を挙げた。
加入1季目は、公式戦13得点とまずまずの成績を残してリーグとカップの2冠獲得に貢献すると、翌2009-10シーズンは相次ぐ負傷に悩まされるスタートとなりながらも、同シーズン最初のオールドファームで全得点に絡む2得点を挙げて以来、昨季よりも得点数を大幅に増加させて公式戦21得点を記録しており、2010年3月のセント・ミレンとのスコティッシュリーグカップ決勝戦では、自チームが9人に減少した苦しい時間帯に決勝点を挙げている。クリス・ボイド移籍に伴い背番号9を継承してスタートした2010-11シーズンは、8月14日にキルマーノックとの開幕戦でシーズン初得点を挙げたのを皮切りに、22日の古巣ハイバーニアン戦でのハットトリックを含めリーグ戦で6試合10得点と高い得点率を有し、その後も最初のオールドファームで2得点を挙げる等で得点を重ねていき、2011年1月上旬の時点で公式戦22得点を記録していた。冬の移籍市場において他国のリーグへ移籍したことで後半戦は出場することはなかったが、リーグ戦での21得点が他選手に追いつかれることなく、初の得点王となった。

#### ブルサスポル
レンジャーズでの活躍に、かつて師事したマクリーシュ監督率いるバーミンガム・シティFCから移籍金70万ポンドやACFフィオレンティーナからオファーがあったものの、それよりも低い移籍金でオファーしていたスュペル・リグ (トルコ1部) のブルサスポルと合意し、2011年1月21日に移籍金40万ポンドで同クラブと2年半契約を締結する。なお、2010年2月にUEFAチャンピオンズリーグ 2010-11で対戦した際のプレーが相手側に感銘を与えていた。移籍完了から2日後のコンヤスポル戦でパブロ・バタージャとの交代で最後の25分から初出場を飾り、初先発を務めたガラタサライSK戦で初得点、次のスィヴァススポル戦で2得点を挙げ、15試合5得点でシーズンを終了した。

#### カーディフ・シティ

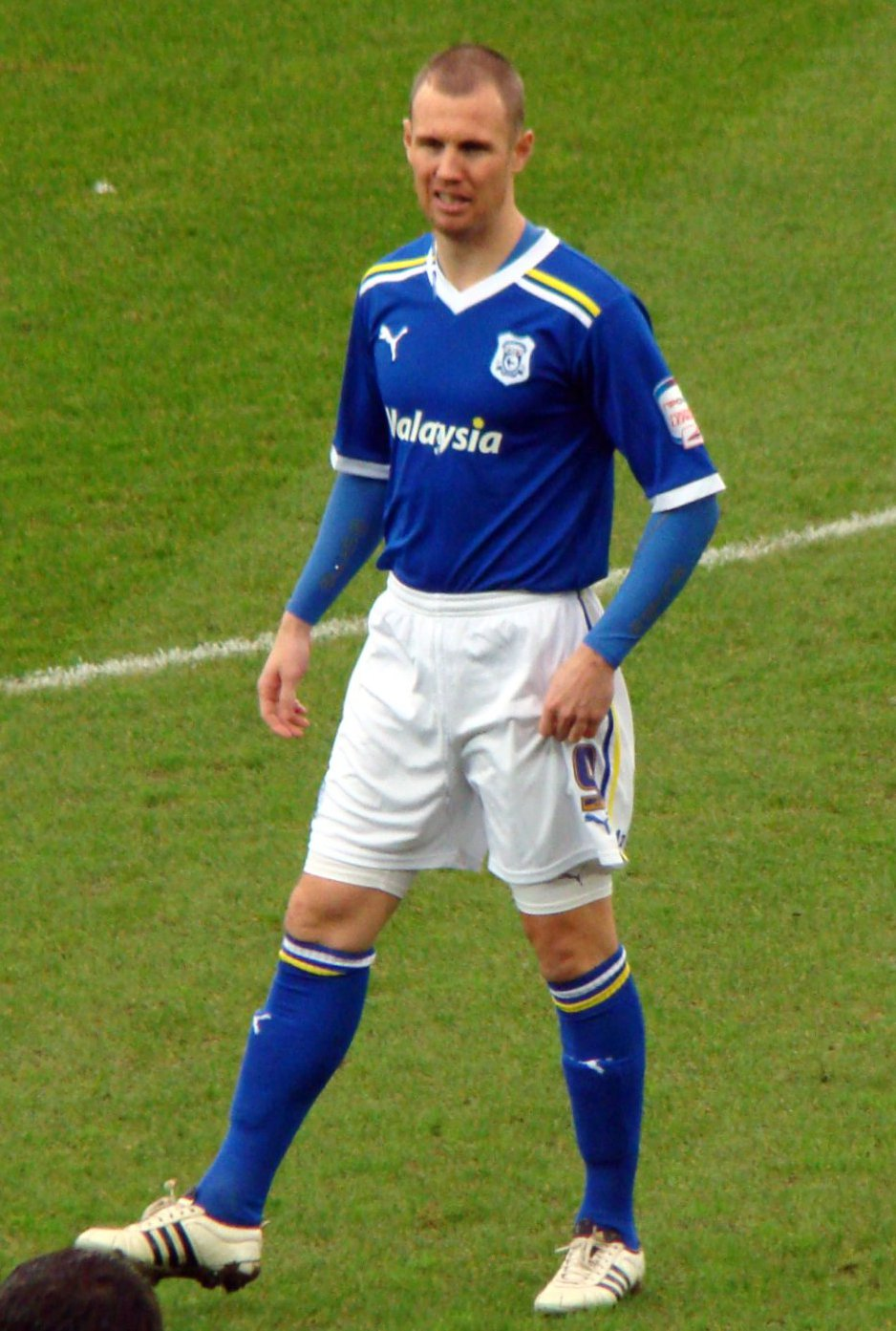
カーディフ・シティFCでのミラー

ブルサスポルで定位置を確保出来ず、クラブも放出を検討する中、古巣レンジャーズからのオファーをブルサスポル側に拒否されたが、カーディフ・シティFCからのオファーは受け入れられ、2011年7月26日に移籍金87万ポンドでチャンピオンシップの同クラブへ完全移籍をする。ウェストハム・ユナイテッドFCとの2011-12シーズン開幕戦で初得点を挙げた後、暫く無得点が続いており、9月28日のサウサンプトンFC戦で久しぶりに得点を挙げ、2得点を記録したものの、次のハル・シティFC戦において、開始10分に足の付け根の負傷したことで2試合離脱となった。10月19日にマーキー・マッカイ監督によってバーンズリーFC戦で復帰する準備が出来たことが報じられ、22日の同試合で復帰を果たすと共に先制点を挙げ、同僚のベン・ターナーとの衝突による頭部外傷でベンチに退くまでの30分出場した。12月にはバーミンガム・シティ戦とノッティンガム・フォレストFC戦でそれぞれ決勝点を挙げたが、2011-12シーズン後半戦において、22試合1得点と調子を崩しており、2月26日に行われたリーグカップ決勝のリヴァプールFC戦ではPK戦を最初に失敗し、タイトルを獲得出来なかった。

#### バンクーバー・ホワイトキャップス

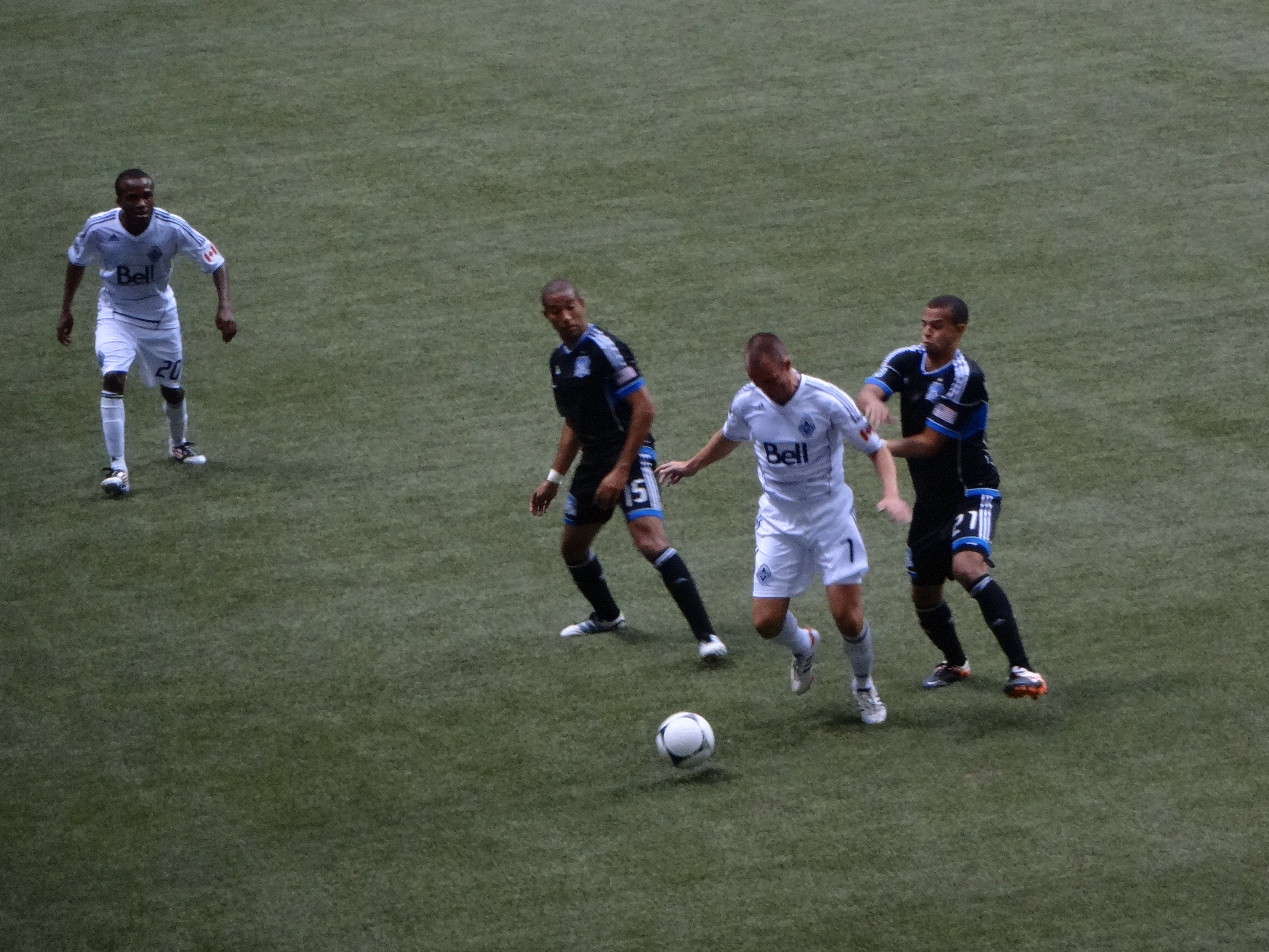
バンクーバー・ホワイトキャップスでの初出場となったサンノゼ・アースクエイクス戦のミラー (2012年7月22日)

エティエン・ヴェリコニャがカーディフ・シティに加入に伴い構想外となり、2012年7月16日に特別指定選手としてメジャーリーグサッカー (アメリカ1部) のバンクーバー・ホワイトキャップスに加入する。6日後のサンノゼ・アースクエイクス戦において、ダレン・マトックスとの交代で試合残り12分から初出場を飾り、8月25日のポートランド・ティンバーズ戦で初得点を挙げる。加入初年度は、精彩を欠き僅か2得点終わったが、翌2013年シーズンは、カミーロと共に攻撃を牽引しており、ハムストリングの負傷で一旦離脱しながらも、6月の復帰初戦となったニューヨーク・レッドブルズ戦で決勝点を挙げる等の活躍を見せ、7月には契約を2014年6月まで延長することに成功した。しかし、契約満了残り僅かとなった2014年5月に双方合意で契約解除となった。

#### レンジャーズ (3度目)
2014年6月4日にスコティッシュ・チャンピオンシップ (2部) のレンジャーズに1年契約で復帰する。8月5日にリーグカップのハイバーニアン戦において、レンジャーズでの3度目の初出場を飾り、8月30日のクイーン・オブ・ザ・サウスFC戦で初得点を挙げた。

#### リヴィングストン
2018年6月、リヴィングストンFCに選手兼任監督として移籍した。

#### ダンディー
2018年8月29日、ダンディーFCに2年契約で移籍した。

#### パーティック・シッスル
2019年6月26日、パーティック・シッスルFCに1年契約で移籍した。2020年1月に契約を解除した後、現役引退を発表した。

### 代表歴

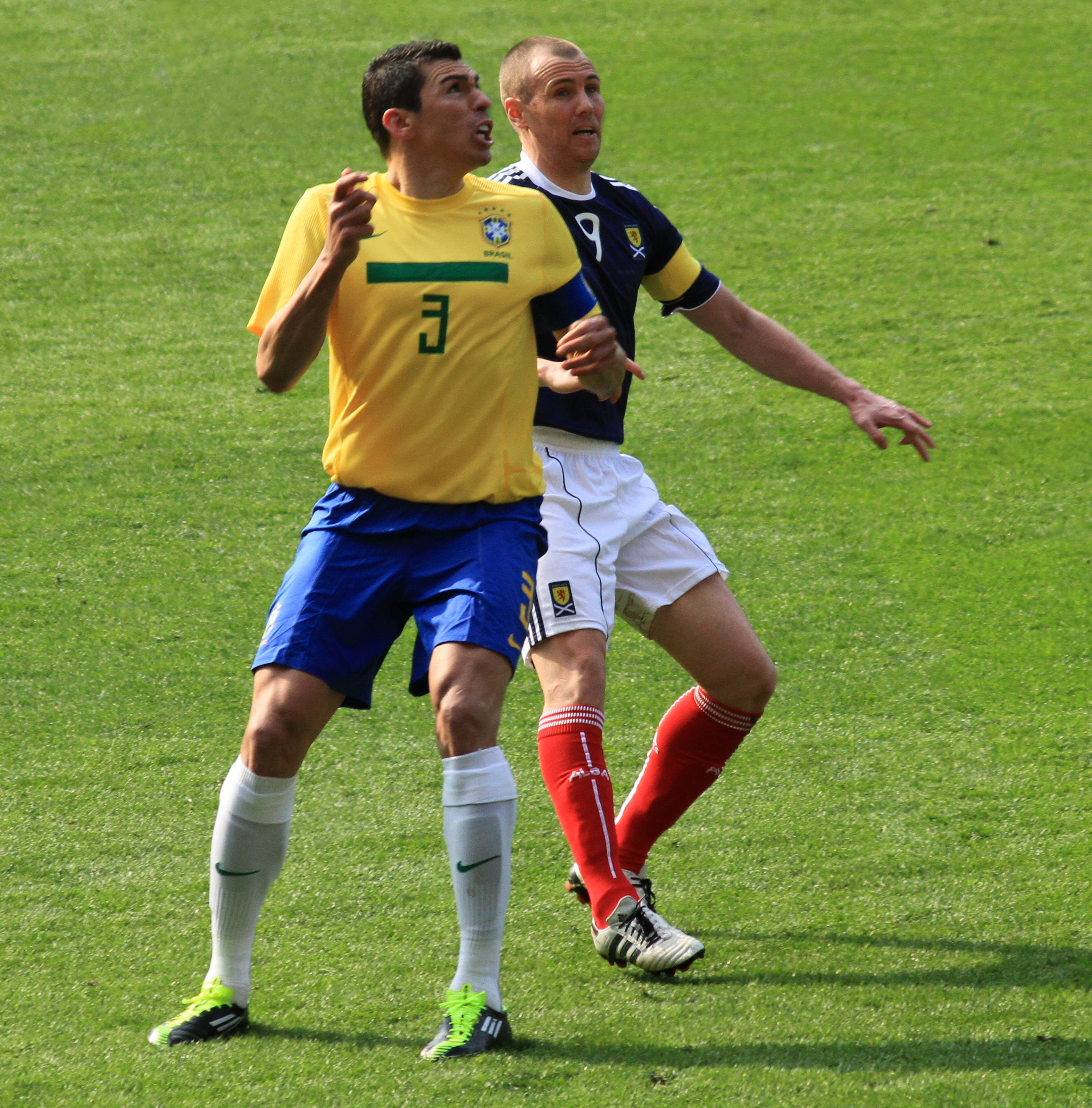
2011年3月、ブラジル代表のルシオ (左) とマッチアップするスコットランド代表でのミラー (右)

2001年4月25日のポーランドとの親善試合において、クレイグ・ブラウン監督の下でスコット・ブースとの交代によって80分からスコットランド代表初出場を飾る。2度目の出場を果たすまで約2年を要したが、2003年3月にベルティ・フォクツ監督によってUEFA EURO 2004予選のアイスランド戦に招集されて先発を務めると、初得点を挙げ以来、2013年の代表引退までに多くの試合で先発を務めており、ドイツ戦やウクライナ戦といった幾つかの重要な試合で得点し、2005年度には、オーストリア戦、イタリア戦、ノルウェー戦との3試合で4得点を記録した。
2010年10月のチェコ戦で通算出場数50試合に到達。2011年2月9日の北アイルランド戦では初めて主将を務め、そして得点を挙げた。クラブレベルにおいて、欧州以外のクラブでプレーすることになった後も代表に出場し続け、2013年8月14日のイングランド戦で得点したが、その数日後の23日にクラブに専念する為、69試合18得点を記録した代表からの引退を表明した。

## 個人成績

### クラブでの出場記録
出典:
| クラブ                           | シーズン  | 国内リーグ             | 国内リーグ | 国内リーグ | カップ | カップ | リーグカップ | リーグカップ | その他 | その他 | 合計 | 合計 |
| クラブ                           | シーズン  | 所属リーグ             | 出場       | 得点       | 出場   | 得点   | 出場         | 得点         | 出場   | 得点   | 出場 | 得点 |
| -------------------------------- | --------- | ---------------------- | ---------- | ---------- | ------ | ------ | ------------ | ------------ | ------ | ------ | ---- | ---- |
| ハイバーニアン                   | 1997-98   | プレミアディヴィジョン | 7          | 0          | 0      | 0      | 0            | 0            | -      | -      | 7    | 0    |
| ハイバーニアン                   | 1998-99   | ディヴィジョン1        | 7          | 1          | 0      | 0      | 1            | 0            | -      | -      | 8    | 1    |
| ハイバーニアン                   | 1999-2000 | プレミアディヴィジョン | 31         | 11         | 5      | 1      | 2            | 1            | -      | -      | 38   | 13   |
| ハイバーニアン                   | 合計      | 合計                   | 45         | 12         | 5      | 1      | 3            | 1            | -      | -      | 53   | 14   |
| ステンハウスミュアー (loan)      | 1998-99   | ディヴィジョン3        | 11         | 8          | 2      | 2      | 0            | 0            | -      | -      | 13   | 10   |
| ステンハウスミュアー (loan)      | 合計      | 合計                   | 11         | 8          | 2      | 2      | 0            | 0            | -      | -      | 13   | 10   |
| レンジャーズ                     | 2000-01   | プレミアリーグ         | 27         | 8          | 3      | 1      | 1            | 1            | 4      | 1      | 35   | 11   |
| レンジャーズ                     | 2001-02   | プレミアリーグ         | 3          | 0          | 0      | 0      | 0            | 0            | 0      | 0      | 3    | 0    |
| レンジャーズ                     | 合計      | 合計                   | 30         | 8          | 3      | 1      | 1            | 1            | 4      | 1      | 38   | 11   |
| ウルヴァーハンプトン             | 2001-02   | ディヴィジョン1        | 20         | 2          | 1      | 0      | 0            | 0            | 2      | 0      | 23   | 2    |
| ウルヴァーハンプトン             | 2002-03   | ディヴィジョン1        | 43         | 19         | 4      | 3      | 2            | 1            | 3      | 1      | 52   | 24   |
| ウルヴァーハンプトン             | 2003-04   | プレミアリーグ         | 25         | 2          | 3      | 2      | 2            | 1            | 0      | 0      | 30   | 5    |
| ウルヴァーハンプトン             | 2004-05   | チャンピオンシップ     | 44         | 19         | 2      | 0      | 1            | 1            | 0      | 0      | 47   | 20   |
| ウルヴァーハンプトン             | 2005-06   | チャンピオンシップ     | 35         | 10         | 2      | 0      | 2            | 2            | 0      | 0      | 39   | 12   |
| ウルヴァーハンプトン             | 合計      | 合計                   | 167        | 52         | 12     | 5      | 7            | 5            | 5      | 1      | 189  | 63   |
| セルティック                     | 2006-07   | プレミアリーグ         | 31         | 4          | 4      | 1      | 1            | 0            | 8      | 3      | 44   | 8    |
| セルティック                     | 2007-08   | プレミアリーグ         | 2          | 3          | 0      | 0      | 0            | 0            | 0      | 0      | 2    | 3    |
| セルティック                     | 合計      | 合計                   | 33         | 7          | 4      | 1      | 1            | 0            | 8      | 3      | 46   | 11   |
| ダービー・カウンティ             | 2007-08   | プレミアリーグ         | 30         | 4          | 3      | 2      | 0            | 0            | -      | -      | 33   | 6    |
| ダービー・カウンティ             | 合計      | 合計                   | 30         | 4          | 3      | 2      | 0            | 0            | -      | -      | 33   | 6    |
| レンジャーズ                     | 2008-09   | プレミアリーグ         | 30         | 10         | 5      | 3      | 1            | 0            | 2      | 0      | 38   | 13   |
| レンジャーズ                     | 2009-10   | プレミアリーグ         | 33         | 18         | 6      | 2      | 1            | 1            | 5      | 0      | 45   | 21   |
| レンジャーズ                     | 2010-11   | プレミアリーグ         | 18         | 21         | 0      | 0      | 1            | 0            | 6      | 1      | 25   | 22   |
| レンジャーズ                     | 合計      | 合計                   | 81         | 49         | 11     | 5      | 3            | 1            | 13     | 1      | 108  | 56   |
| ブルサスポル                     | 2010-11   | スュペル・リグ         | 15         | 5          | 0      | 0      | 0            | 0            | 0      | 0      | 15   | 5    |
| ブルサスポル                     | 合計      | 合計                   | 15         | 5          | 0      | 0      | 0            | 0            | 0      | 0      | 15   | 5    |
| カーディフ・シティ               | 2011-12   | チャンピオンシップ     | 43         | 10         | 0      | 0      | 5            | 1            | 2      | 0      | 50   | 11   |
| カーディフ・シティ               | 合計      | 合計                   | 43         | 10         | 0      | 0      | 5            | 1            | 2      | 0      | 50   | 11   |
| バンクーバー・ホワイトキャップス | 2012      | メジャーリーグサッカー | 9          | 3          | 0      | 0      | 0            | 0            | 1      | 0      | 10   | 3    |
| バンクーバー・ホワイトキャップス | 2013      | メジャーリーグサッカー | 21         | 8          | 0      | 0      | 0            | 0            | 1      | 0      | 22   | 8    |
| バンクーバー・ホワイトキャップス | 2014      | メジャーリーグサッカー | 13         | 2          | 0      | 0      | 0            | 0            | 0      | 0      | 13   | 2    |
| バンクーバー・ホワイトキャップス | 合計      | 合計                   | 43         | 13         | 0      | 0      | 0            | 0            | 2      | 0      | 45   | 13   |
| レンジャーズ                     | 2014-15   | チャンピオンシップ     | 33         | 8          | 4      | 0      | 3            | 0            | 3      | 1      | 43   | 9    |
| レンジャーズ                     | 2015-16   | チャンピオンシップ     | 26         | 12         | 1      | 0      | 2            | 1            | 2      | 3      | 31   | 16   |
| レンジャーズ                     | 通算      | 通算                   | 59         | 20         | 5      | 0      | 5            | 1            | 5      | 4      | 74   | 25   |
| 総通算                           | 総通算    | 総通算                 | 551        | 182        | 44     | 17     | 25           | 10           | 38     | 9      | 666  | 225  |

a. ^ フットボールリーグ・チャンピオンシッププレーオフ2試合0得点を含む
b. ^ フットボールリーグ・チャンピオンシッププレーオフ3試合1得点を含む
c. ^ フットボールリーグ・チャンピオンシッププレーオフ2試合0得点を含む
d. ^ MLSカッププレーオフ1試合0得点を含む
e. ^ スコティッシュ・チャンピオンシッププレーオフ6試合1得点を含む

### 代表での成績
出典:
| スコットランド代表 | スコットランド代表 | スコットランド代表 |
| 年                 | 出場               | 得点               |
| ------------------ | ------------------ | ------------------ |
| 2001               | 1                  | 0                  |
| 2003               | 7                  | 2                  |
| 2004               | 9                  | 0                  |
| 2005               | 8                  | 4                  |
| 2006               | 4                  | 3                  |
| 2007               | 6                  | 1                  |
| 2008               | 5                  | 1                  |
| 2009               | 6                  | 0                  |
| 2010               | 5                  | 1                  |
| 2011               | 7                  | 4                  |
| 2012               | 7                  | 1                  |
| 2013               | 4                  | 1                  |
| Total              | 69                 | 18                 |

#### 代表での得点
出典:
| #   | 開催日         | 開催地     | 対戦国             | スコア | 結果 | 大会                        |
| --- | -------------- | ---------- | ------------------ | ------ | ---- | --------------------------- |
| 1.  | 2003年3月29日  | グラスゴー | アイスランド       | 1-0    | 2-1  | UEFA EURO 2004予選          |
| 2.  | 2003年6月7日   | グラスゴー | ドイツ             | 1-1    | 1-1  | UEFA EURO 2004予選          |
| 3.  | 2005年8月17日  | グラーツ   | オーストリア       | 0-1    | 2-2  | 親善試合                    |
| 4.  | 2005年9月3日   | グラスゴー | イタリア           | 1-0    | 1-1  | 2006 FIFAワールドカップ予選 |
| 5.  | 2005年9月7日   | オスロ     | ノルウェー         | 0-1    | 1-2  | 2006 FIFAワールドカップ予選 |
| 6.  | 2005年9月7日   | オスロ     | ノルウェー         | 0-2    | 1-2  | 2006 FIFAワールドカップ予選 |
| 7.  | 2006年3月1日   | グラスゴー | スイス             | 1-2    | 1-3  | 親善試合                    |
| 8.  | 2006年9月2日   | グラスゴー | フェロー諸島       | 4-0    | 6-0  | UEFA EURO 2008予選          |
| 9.  | 2006年9月6日   | カウナス   | リトアニア         | 0-2    | 1-2  | UEFA EURO 2008予選          |
| 10. | 2007年10月13日 | グラスゴー | ウクライナ         | 1-0    | 3-1  | UEFA EURO 2008予選          |
| 11. | 2008年3月26日  | グラスゴー | クロアチア         | 1-1    | 1-1  | 親善試合                    |
| 12. | 2010年9月7日   | グラスゴー | リヒテンシュタイン | 1-1    | 2-1  | UEFA EURO 2012予選          |
| 13. | 2011年2月9日   | ダブリン   | 北アイルランド     | 0-1    | 0-3  | ネイションズカップ          |
| 14. | 2011年5月25日  | ダブリン   | ウェールズ         | 2-1    | 3-1  | ネイションズカップ          |
| 15. | 2011年9月3日   | グラスゴー | チェコ             | 1-0    | 2-2  | UEFA EURO 2012予選          |
| 16. | 2011年11月11日 | ラルナカ   | キプロス           | 0-1    | 1-2  | 親善試合                    |
| 17. | 2012年9月11日  | グラスゴー | 北マケドニア       | 1-1    | 1-1  | 2014 FIFAワールドカップ予選 |
| 18. | 2013年8月14日  | ロンドン   | イングランド       | 1-2    | 3-2  | 親善試合                    |

## タイトル
クラブ
セルティックFC

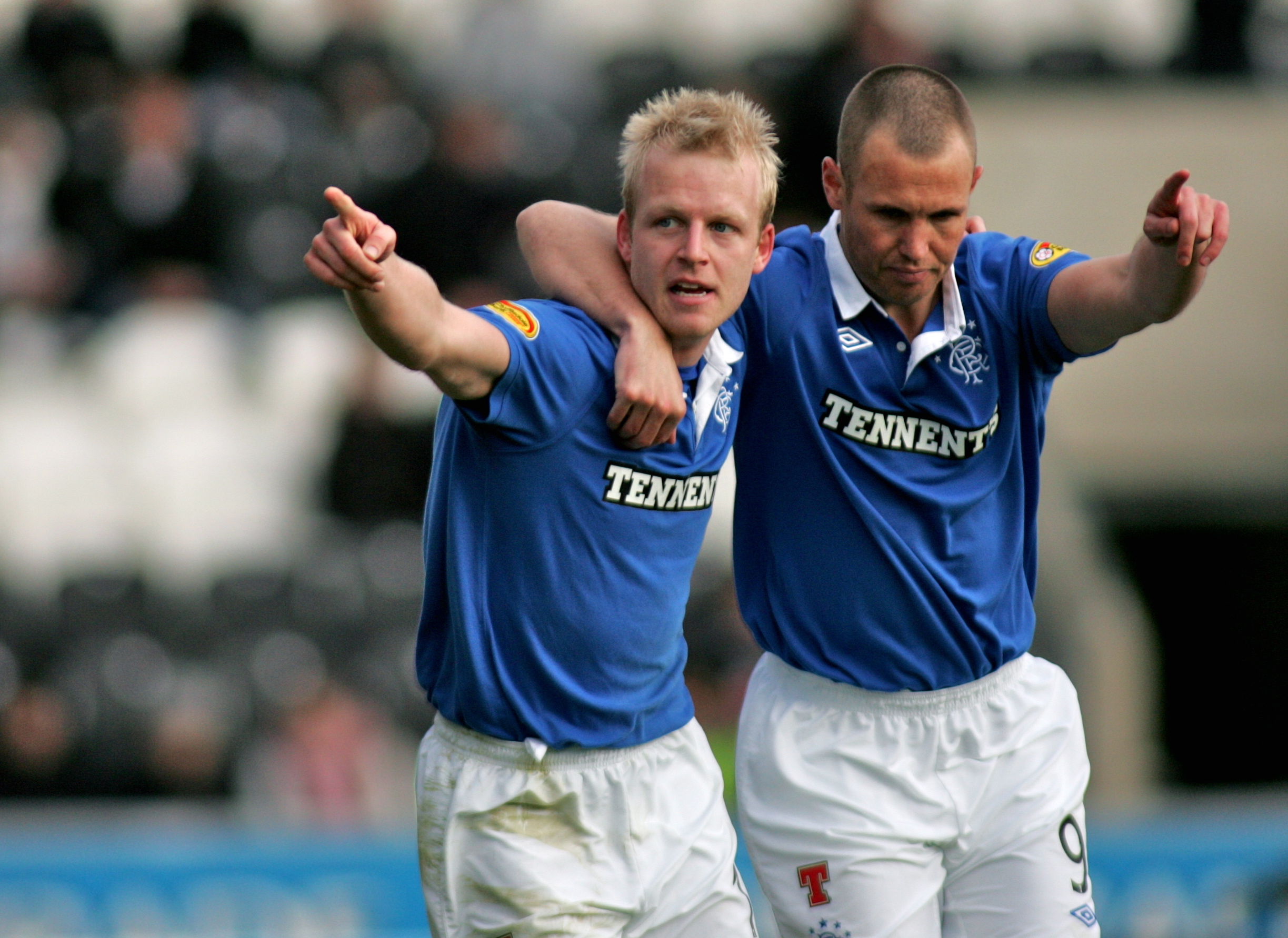
スティーヴン・ネイスミスとレンジャーズFC時代のミラー (右)

- スコティッシュ・プレミアリーグ : 2006-07
- スコティッシュリーグカップ : 2006-07

レンジャーズFC
- スコティッシュ・プレミアリーグ : 2008-09, 2009-10, 2010-11[注釈 2]。
- スコティッシュカップ : 2008-09
- スコティッシュリーグカップ : 2009-10
- スコティッシュチャレンジカップ : 2015-16

個人
- スコティッシュ・プレミアリーグ得点王 : 2010-11
- スコティッシュ・プレミアリーグ月間最優秀選手賞（英語版） : 2010年4月度, 2010年8月度, 2010年9月度
- スコットランドPFA年間最優秀若手選手賞（英語版） : 1999-2000
- スコットランドPFA年間ベストイレブン（英語版） : 2008-09, 2009-10